# Fältväbel
Fältväbel (finska: Vääpeli, tyska: Feldwebel) är en tjänstegrad i  Estland, Försvarsmakten i Finland, Schweiz och Tyskland. I svenska försvarsmakten är motsvarande tjänstegrad sergeant.
Fältväblar förekom redan hos landsknektarna under 1500-talet, där de ansvarade för manskapets utbildning inom fänikor. Fältväbeln blev senare kompanichefens närmaste biträde och var ofta ansvarig för kompaniets underhåll, förläggning, expeditioner och upprätthållandet av den inre ordningen. Tjänstegraden fältväbel var i bruk i Sveriges armé från början av 1600-talet till 1830-talet då de blev fanjunkare.

## Finland

Gradbeteckning för fältväbel inom Finlands armé.

I Finland är fältväbel (finska: vääpeli) en grad inom armén och flygvapnet mellan översergeant och överfältväbel. Motsvarande grad i marinen är båtsman. Fältväbeln har varit ansvarig för bespisning och materiel. Ifall fältväbelsgraden varit vakant på ett kompani har någon med en annan grad fungerat som fältväbel och kallats kompanifältväbel. 2002–2009 kallades denna syssla officiellt enhetsofficer, men med underofficerskårens återinförande återinfördes även befattningsbenämningen fältväbel.
1918–1919 fanns graden vicefältväbel (finska: varavääpeli). Gradbeteckningen, som stod mellan fältväbel och underofficer, kom till Finland från Tyskland genom de finska jägarna. Innan jägarsoldaterna begav sig till Finland befordrades 188 jägare till vicefältväblar.

## Sverige
Tjänstegraden fältväbel togs i bruk inom svenska armén i början av 1600-talet. Fältväbeln var en tjänstegrad inom armén för kompaniets äldste underofficer. Graden innehades enligt militiestaterna 1729 av en adjutant, fänrik, löjtnant eller kornett. Fältväbeln var framförallt truppbefäl samt ansvarig för att underofficerarna och soldaterna skötte sin tjänst. Han skulle kunna leda exercisen och fungerade som kompanichefens adjutant och expeditionsunderofficer. Vid befälsreformen 1833-37 blev fältväblarna fanjunkare. 
Ordet "väbel" lever fortfarande kvar i Sverige som en officersbefattning (ofta specialistofficer) där vederbörande är ansvarig för logistik inom sjukvårdsförband.

## Tyskland

### Bundeswehr
I Bundeswehr är Feldwebel en underofficersgrad över Stabsunteroffizier och under Oberfeldwebel. På grund av att de tillhör underofficerarna med portepé (Unteroffiziere mit Portepee) kan Feldwebel ge order till soldater från manskapet och underofficerarna utan portepé (Unteroffiziere ohne Portepee), på grundval av § 4 ("Vorgesetztenverordnung").
Feldwebel tjänstgör till exempel som stabspersonal, instruktör, gruppbefäl, plutonchef eller akutsjukvårdare.
Soldater och reservister i underofficerarnas karriärvägar kan utnämnas till Feldwebel 36 månader efter att de har tillträtt Bundeswehr och har avklarat underofficersprovet eller redan har lämplig utbildning.